# Pljevlja

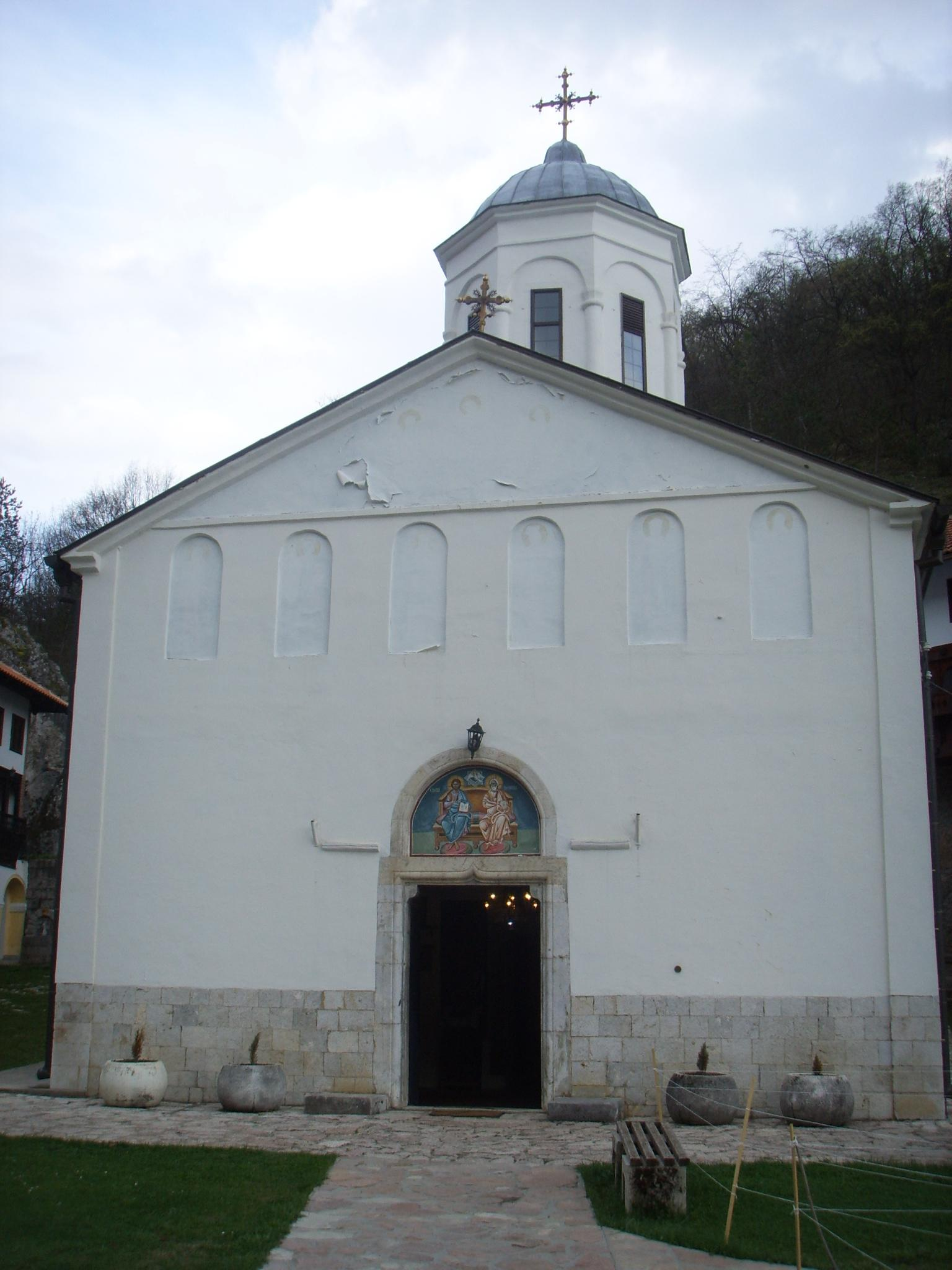
Monastère de la Sainte Trinité

Pljevlja (en cyrillique : Пљевља) est une ville et une municipalité du Nord-Est du Monténégro. En 2003, la ville comptait 21 377 habitants et la municipalité 36 915, dont une majorité de Serbes.

## Géographie
Avec une superficie de 1 346 km2 et une population de 36 918 habitants, Pljevlja est la troisième opština (municipalité) du pays. Le point culminant de l'opština est situé sur le mont Ljubišnja culminant à 2 238 m d'altitude.

## Histoire
La présence humaine dans la région remonte à la dernière glaciation ; on en trouve quelques vestiges dans la grotte de Mališina.
Le Musée patrimonial de Pljevlja (en) conserve une coupe réticulée en verre diatrète, trouvée en 1975 à Komini/Komine, près de Pljevlja, du IVe siècle, avec l'inscription VIVAS PANELLENI BONA M[EMORIA] (« Vis, Panhellenius, en bonne mémoire »).

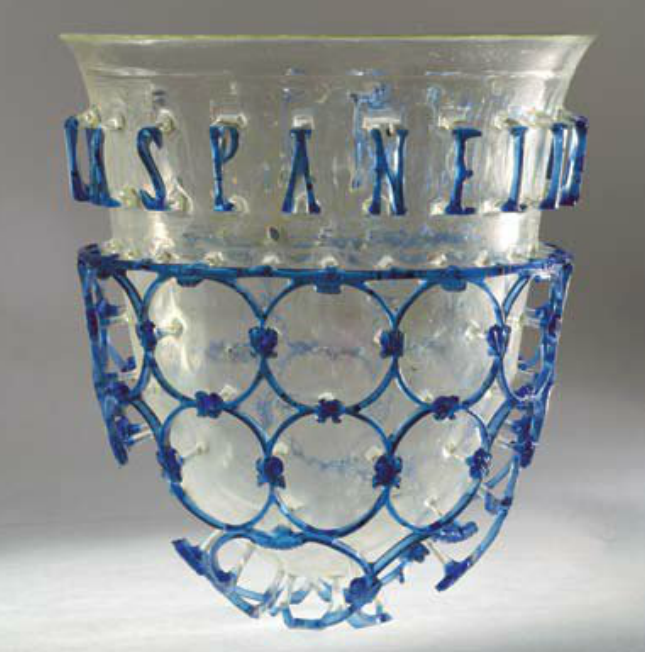
Coupe diatrète de Pljevlja

## Localités de la municipalité de Pljevlja

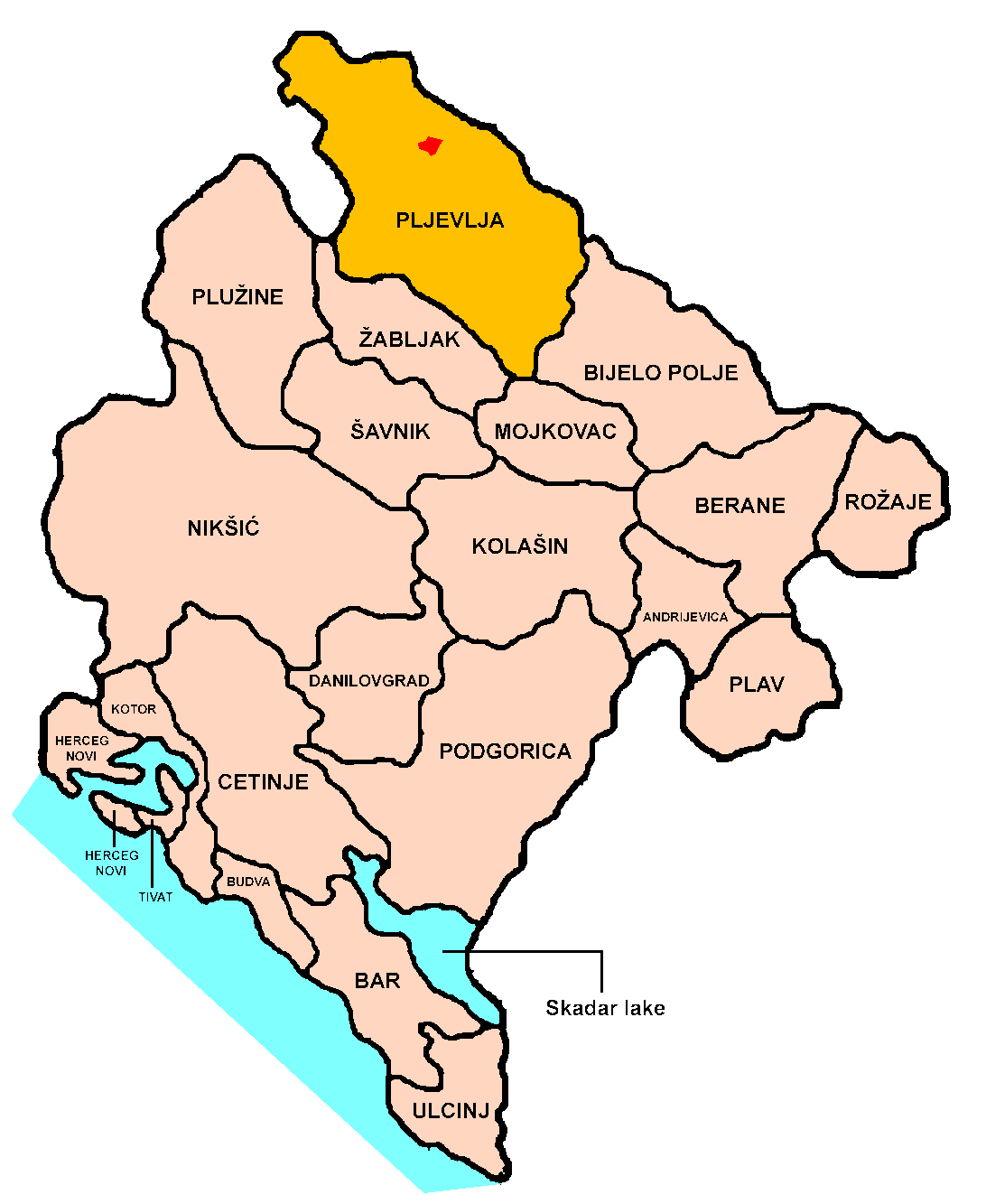
La municipalité de Pljevlja

La municipalité de Pljevlja compte 159 localités :
- Alići
- Beljkovići
- Bjeloševina
- Bobovo
- Boljanići
- Borišići
- Borova
- Borovica
- Boščinovići
- Brda
- Bujaci
- Burići
- Bušnje
- Cerovci
- Crljenice
- Crni Vrh
- Crno Brdo
- Crnobori
- Čavanj
- Čardak
- Čerjenci
- Čestin
- Donja Brvenica
- Dragaši
- Dubac
- Dubočica
- Dubrava
- Dužice
- Durutovići
- Đuli
- Đurđevića Tara
- Geuši
- Glibaći
- Glisnica
- Gornja Brvenica
- Gornje Selo
- Gotovuša
- Gradac
- Gradina
- Grevo
- Horevina
- Hoćevina
- Jabuka
- Jagodni Do
- Jasen
- Jahovići
- Jugovo
- Kakmuži
- Kalušići
- Katun
- Klakorina
- Kovačevići
- Kovači
- Kozica
- Kolijevka
- Komine
- Kordovina
- Kosanica
- Kotlajići
- Kotline
- Kotorac
- Košare
- Kržava
- Krćevina
- Krupice
- Kruševo
- Kukavica
- Lađana
- Lever Tara
- Leovo Brdo
- Lijeska
- Lugovi
- Ljutići
- Ljuće
- Male Krće
- Maoče
- Mataruge
- Madžari
- Meljak
- Metaljka
- Mijakovići
- Milakovići
- Milunići
- Mironići
- Moraice
- Moćevići
- Mrzovići
- Mrčevo
- Mrčići
- Nange
- Obarde
- Ograđenica
- Orlja
- Otilovići
- Odžak
- Paljevine
- Pauče
- Petine
- Pižure
- Plakala
- Planjsko
- Pliješ
- Pliješevina
- Pljevlja
- Poblaće
- Podborova
- Popov Do
- Potkovač
- Potkrajci
- Potoci
- Potpeće
- Potrlica
- Pračica
- Premćani
- Prehari
- Prisoji
- Prošće
- Pušanjski Do
- Rabitlje
- Rađevići
- Romac
- Rudnica
- Rujevica
- Selac
- Selišta
- Sirčići
- Slatina
- Šljivansko
- Šljuke
- Srećanje
- Stančani
- Stranice
- Strahov Do
- Šula
- Šumani
- Tatarovina
- Tvrdakovići
- Trnovice
- Uremovići
- Varine
- Vaškovo
- Velike Krće
- Vidre
- Vijenac
- Vilići
- Višnjica
- Vodno
- Vojtina
- Vrba
- Vrbica
- Vrulja
- Vukšići
- Židovići
- Zabrđe
- Zaselje
- Zbljevo
- Zekavice
- Zenica
- Zorlovići

## Démographie

### Ville

#### Évolution historique de la population dans la ville
| 1948  | 1953  | 1961   | 1971   | 1981   | 1991   | 2003   |
| ----- | ----- | ------ | ------ | ------ | ------ | ------ |
| 6 101 | 7 202 | 10 552 | 14 511 | 17 440 | 20 889 | 21 377 |

En 2010, la population de Pljevlja était estimée à 21 322 habitants.

#### Répartition de la population par nationalités dans la municipalité (2003)

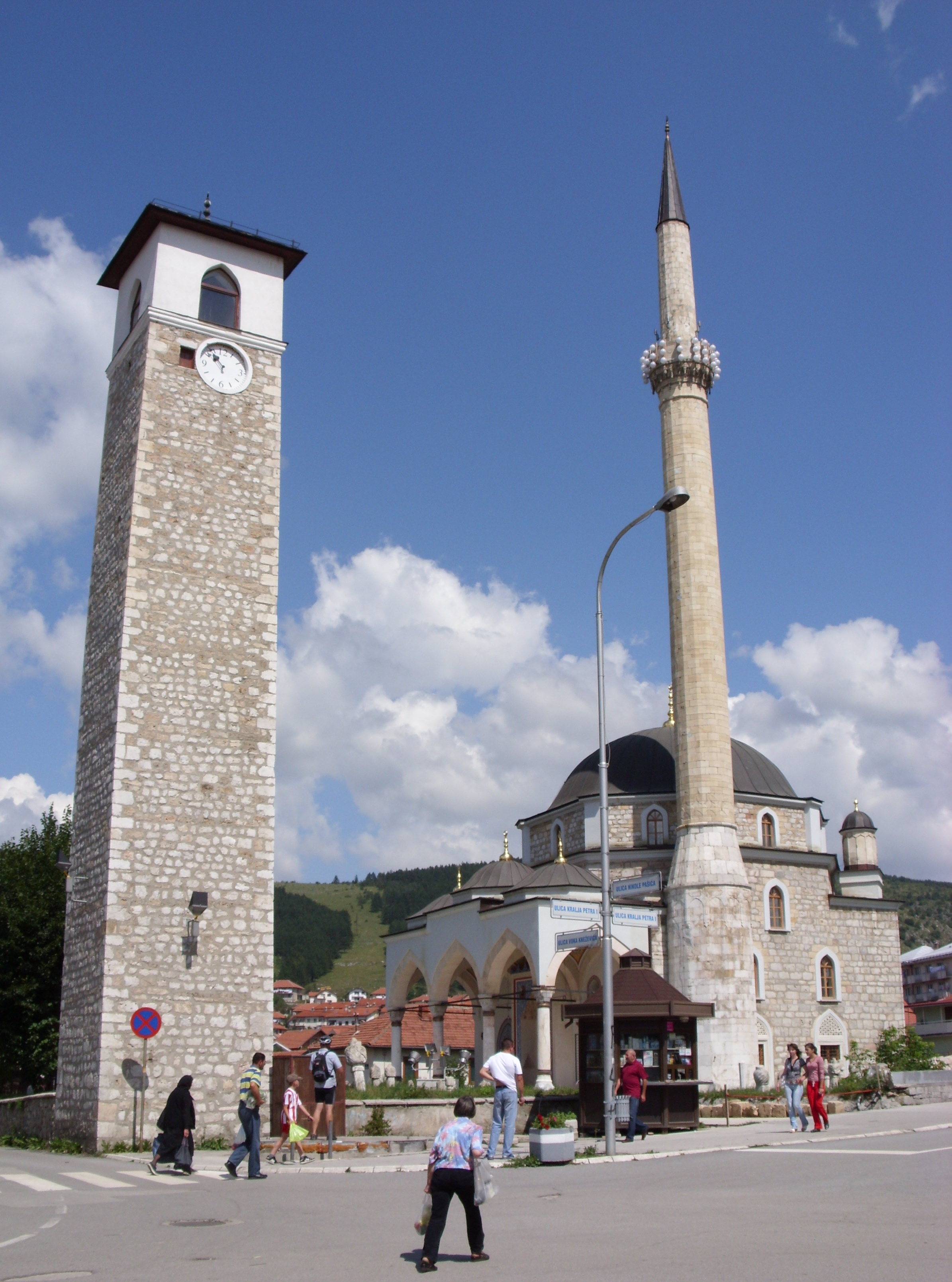
Mosquée Hussein Pacha, qui a le plus grand minaret des Balkans (42 m)